# Оријак (Корез)
Оријак (фр. Auriac (Corrèze)) је насељено место у Француској у региону Лимузен, у департману Корез.
По подацима из 2011. године у општини је живело 230 становника, а густина насељености је износила 6,59 становника/km².

## Демографија
| 1962. | 1968. | 1975. | 1982. | 1990. | 2011. |
| ----- | ----- | ----- | ----- | ----- | ----- |
| 457   | 377   | 305   | 287   | 250   | 230   |